# Argiope tapinolobata
Argiope tapinolobata är en spindelart som beskrevs av Bjorn 1997. Argiope tapinolobata ingår i släktet Argiope och familjen hjulspindlar.
Artens utbredningsområde är Senegal. Inga underarter finns listade i Catalogue of Life.